# Hammamet (film)
Hammamet è un film biografico del 2020 diretto da Gianni Amelio.
La pellicola racconta gli ultimi mesi di vita del politico italiano Bettino Craxi, interpretato da Pierfrancesco Favino, anche se nel film nessuno dei personaggi direttamente ispirati alla realtà è chiamato con il proprio vero nome. La figura di Fausto Sartori non fa invece riferimento a nessun personaggio reale ed è un espediente narrativo voluto dal regista in funzione di "antagonista".

## Trama
Nel 1989, durante il 45º Congresso del Partito Socialista Italiano presso lo stabilimento Ansaldo di Milano, il tesoriere Vincenzo Sartori tenta di esprimere al "Presidente", chiaramente identificabile nella figura del segretario del partito Bettino Craxi, le proprie preoccupazioni in merito al suo operato: secondo Sartori, Craxi avrebbe tradito gli ideali del socialismo in favore di azioni illecite e, per colpa sua, il partito sarebbe finito sotto indagine. Sartori, che sa di essere spiato nonostante la propria onestà, vorrebbe lasciare la politica e presenta al Presidente le sue dimissioni, ma Craxi minimizza il rischio e difende le sue azioni, impedendogli di abbandonare il partito. Quattro anni dopo, il PSI viene travolto dallo scandalo di Tangentopoli, Craxi cade in disgrazia e Sartori si suicida gettandosi dal balcone del suo studio.
Sette anni dopo Craxi, gravemente malato di diabete mellito, per sfuggire alla giustizia italiana si è stabilito a vivere da circa cinque anni in una villa nella città di Hammamet, in Tunisia, visitato periodicamente dalla moglie e dalla figlia Anita. Una notte, un uomo in assetto da guerriglia riesce ad eludere la sorveglianza dei militari che controllano la dimora del politico: una volta catturato, il presidente lo riconosce come Fausto Sartori, unico figlio di Vincenzo. Il ragazzo, affetto da problemi psichici, è venuto per recapitare a Craxi una lettera in cui il defunto padre gli rimprovera con sdegno tutti gli illeciti. Craxi ignora queste rimostranze e prende il giovane sotto la propria protezione. Fausto però acquista di nascosto una pistola per uccidere Craxi. La presenza di Fausto causa un forte disappunto da parte di Anita, che guarda il ragazzo con sospetto, soprattutto dopo che Craxi decide di far smettere alla figlia di scrivere le sue memorie a macchina e di iniziare a raccontarle mentre viene ripreso con una telecamera da Fausto.
Seguendo e filmando il presidente nella quotidianità, Fausto ha modo di scoprirne i molti problemi: la malattia, il rifiuto per la nuova politica che si è affermata in Italia, il rapporto problematico con il figlio e lo stigma di cui è vittima a seguito delle vicende di Mani pulite. Alla fine Craxi rivela a Fausto di aver sempre saputo che nello zaino nasconde una pistola che intende usare contro di lui e gli propone uno scambio: se Fausto lo lascerà in vita, lui accetterà di farsi filmare mentre spiega alcuni segreti del suo operato mai rivelati prima, che potrebbero compromettere l'assetto politico italiano. Il ragazzo acconsente, realizza il filmato e poi sparisce.
Mentre la malattia di Craxi si aggrava, ad Hammamet arriva un'avvenente ex-amante di Craxi, la quale, ancora innamorata di lui, chiede ad Anita di poterlo incontrare per un'ultima volta. Inizialmente la ragazza glielo nega, ma in seguito, vedendo che anche il padre le è ancora affezionato, fa in modo che i due possano incontrarsi in un albergo. Successivamente Craxi riceve anche la visita di un suo amico, un politico italiano militante in un altro partito, e i due riflettono sul fatto che, nonostante fossero politicamente avversari, dal punto di vista personale sono sempre stati in ottimi rapporti e si sono sempre trattati con rispetto, cosa che nella nuova politica italiana sembra non essere più possibile.
In seguito a Craxi viene diagnosticato un tumore ad un rene, difficilmente curabile ad Hammamet a causa degli apparecchi medici obsoleti e scadenti di cui è dotato l'ospedale locale; per non correre rischi il presidente dovrebbe farsi operare in un ospedale italiano, ma se tornasse in Italia rischierebbe di venire immediatamente arrestato. Anita riesce ad organizzare un'operazione per far rimpatriare il padre privatamente, riuscendo apparentemente a convincerlo che non gli accadrà nulla, ma poco prima di partire Craxi si chiude dentro all'auto con cui era stato portato all'aeroporto, rifiutandosi di tornare a Milano.
Craxi viene quindi operato in Tunisia e l'intervento inizialmente sembra andare a buon fine: il presidente fa ritorno a casa e, seppur debilitato e costretto sulla sedia a rotelle, sembra riprendersi con successo. Alcuni giorni dopo, però, l'ex leader socialista viene colpito da un arresto cardiaco e, appena prima di morire, ha due visioni: nella prima rivive la sua infanzia in collegio, mentre nella seconda incontra suo padre, che dalla cima del Duomo di Milano lo conduce in un teatro dove ha luogo un volgare spettacolo di satira durante il quale il cadavere di Craxi stesso viene pesantemente sbeffeggiato. Il mattino dopo, Anita trova il padre morto nel giardino di casa.
Alcuni mesi dopo Anita viene chiamata presso un ospedale psichiatrico milanese, poiché un paziente ha chiesto di incontrarla: si tratta proprio di Fausto, ormai completamente impazzito, al punto da sovrapporre l'immagine di Craxi a quella di suo padre. Fausto rivela che, in realtà, il padre Vincenzo non si suicidò, ma fu lui stesso ad ucciderlo spingendolo dal balcone, azione a cui fu spinto dal forte disappunto che provava verso il fatto che il genitore appoggiasse Craxi, da lui ritenuto un criminale. Prima di congedarsi per sempre, il ragazzo consegna ad Anita il nastro con le confessioni segrete del Presidente, chiedendole di proteggerlo a costo della sua vita. Anita prende in custodia l'oggetto e si allontana; quando il direttore dell'istituto le chiede se conosceva quell'uomo, risponde di non averlo mai visto prima.

## Produzione

### Cast
Questo è l'ultimo film che ha visto la partecipazione dell'attore Omero Antonutti, qui nel ruolo del padre di Craxi, deceduto circa due mesi prima dell’uscita del film nelle sale.

### Riprese
Le riprese del film sono cominciate il 18 marzo 2019. Alcune riprese sono state realizzate presso il Collegio Ghislieri e l'ex Arsenale a Pavia. A Legnano, invece, gli attori e le attrici del film hanno lavorato all’interno dei capannoni della fabbrica di turbine della Franco Tosi Meccanica, trasformati per l'occasione in quelli dell’Ansaldo di Milano, dove si tenne nel 1989 lo storico congresso con cui Craxi aprì la crisi di governo. Alcune riprese hanno avuto luogo anche nel piccolo comune di San Vittore Olona, sempre a due passi da Legnano.
Le riprese all'interno della villa, ad Hammamet, sono state girate proprio in quella che fu la vera dimora di Bettino Craxi nella città tunisina.

## Colonna sonora
Nella colonna sonora di Hammamet figurano sia composizioni inedite ad opera di Nicola Piovani, sia canzoni storiche della musica leggera italiana, quali:
- Cento giorni - Caterina Caselli
- Vorrei incontrarti fra cent'anni - Ron e Tosca
- Piazza Grande - Lucio Dalla
- Tic Ti Tic Ta - performata da Claudia Gerini

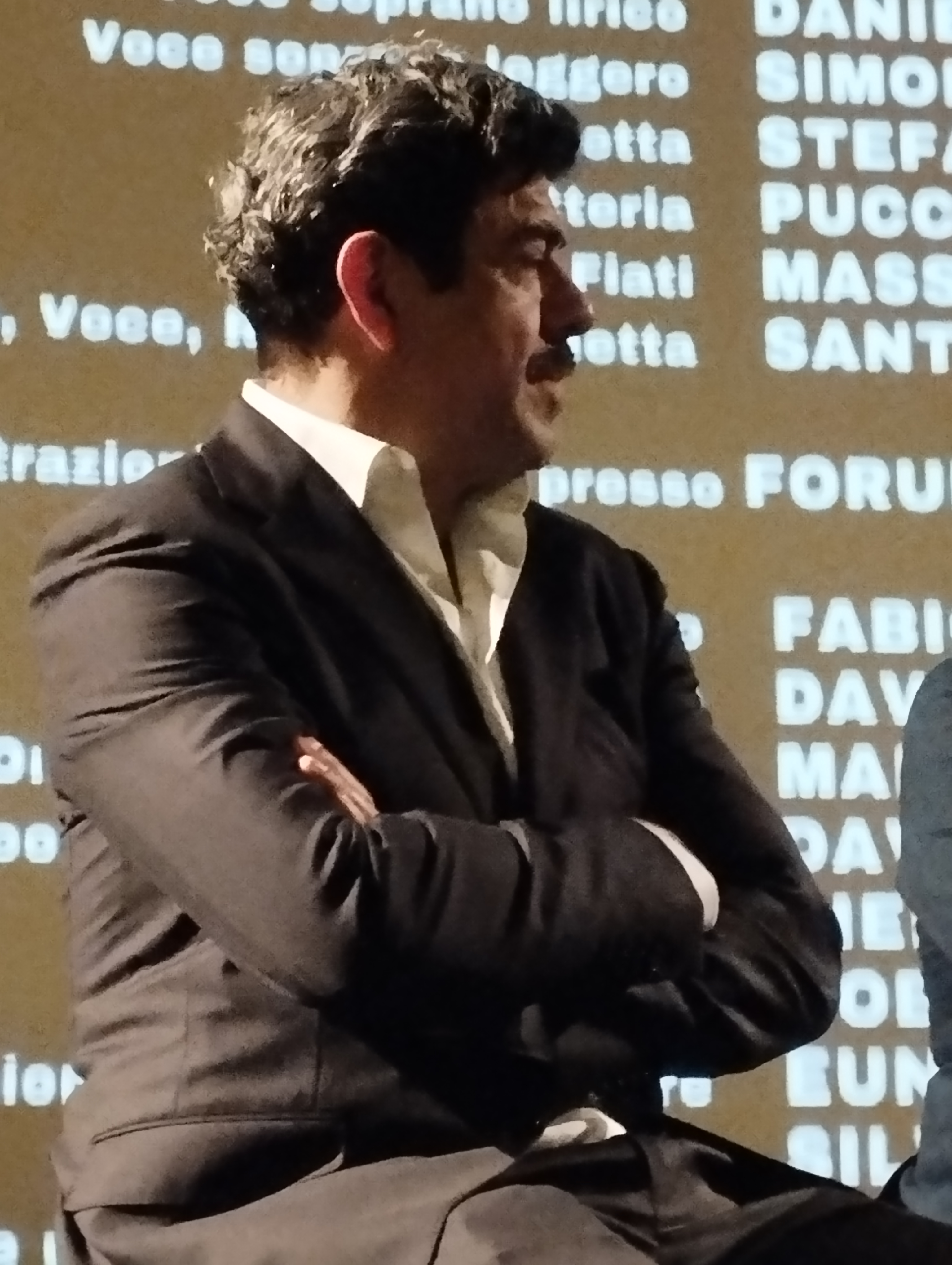
Il protagonista Favino alla premiere del film

## Promozione
Le prime immagini promozionali raffiguranti Favino nei panni del politico socialista sono state mostrate in rete il 13 marzo 2019. Il 3 dicembre dello stesso anno è stata pubblicata online la locandina del film. Il primo trailer è stato diffuso online il 18 dicembre 2019.

## Distribuzione
Il film è stato distribuito nelle sale cinematografiche italiane da 01 Distribution dal 9 gennaio 2020, a dieci giorni dal 20º anniversario dalla morte di Craxi.

## Accoglienza

### Incassi
In Italia, nel primo giorno di programmazione, Hammamet ha incassato 194.890 euro, chiudendo al secondo posto dei botteghini dietro all'enorme successo di Tolo Tolo. Alla fine della prima settimana ha sfiorato i 2,5 milioni di euro ed è diventato il miglior incasso di sempre per il regista Gianni Amelio. In totale ha incassato oltre € 5,8 milioni e si è classificato al 21º posto dei film più visti nella stagione italiana 2019/2020.

## Premi e riconoscimenti
- 2021 - David di Donatello
  - Miglior trucco a Luigi Ciminelli, Andrea Leanza e Federica Castelli
  - Candidatura al miglior film
  - Candidatura al miglior regista a Gianni Amelio
  - Candidatura al miglior attore protagonista a Pierfrancesco Favino
  - Candidatura alla miglior attrice non protagonista a Claudia Gerini
  - Candidatura al miglior attore non protagonista a Giuseppe Cederna
  - Candidatura alla miglior fotografia a Luan Amelio Ujkaj
  - Candidatura al miglior musicista a Nicola Piovani
  - Candidatura al miglior scenografo a Giancarlo Basili e Andrea Castorina
  - Candidatura al miglior costumista a Maurizio Millenotti
  - Candidatura al miglior acconciatore a Massimiliano Duranti
  - Candidatura al miglior montatore a Simona Paggi
  - Candidatura al miglior suono
  - Candidatura ai migliori effetti speciali visivi a Luca Saviotti
- 2020 - Premio Flaiano
  - Miglior interpretazione maschile a Pierfrancesco Favino[19]
- 2020 - Nastro d'argento
  - Miglior attore protagonista a Pierfrancesco Favino
  - Miglior produttore ad Agostino Saccà, Giuseppe Saccà, Maria Grazia Saccà per Rai Cinema e Vision Distribution (insieme a Favolacce)
  - Candidatura al miglior film
  - Candidatura al miglior regista
  - Candidatura alla miglior fotografia
- 2020 - Globo d'oro
  - Miglior attore a Pierfrancesco Favino
- 2020 - Ciak d'oro
  - Candidatura a miglior film[20]
  - Candidatura a miglior regista a Gianni Amelio[21]
  - Candidatura a migliore attore protagonista a Pierfrancesco Favino[22]